# Lista zabytków w Valletcie
To jest lista zabytków w Valletcie na Malcie, które są umieszczone na liście National Inventory of the Cultural Property of the Maltese Islands.

## Lista
| Nazwa zabytku                                              | Lokalizacja                                           | Współrzędne                                                                                 | Nr na liście NICPMI | Zdjęcie |
| ---------------------------------------------------------- | ----------------------------------------------------- | ------------------------------------------------------------------------------------------- | ------------------- | ------- |
| Kościół Matki Bożej Zwycięskiej                            | Triq in-Nofsinhar                                     | 35°53′45,8″N 14°30′38,7″E/35,896042 14,510740                                               | 00035               |         |
| Lascaris War Rooms                                         | Fosa główna                                           | 35°53′41,4″N 14°30′40,8″E/35,894824 14,511329                                               | 00048               |         |
| Nisza św. Publiusza                                        | Old Custom House, Xatt Lascaris                       | 35°53′38,5″N 14°30′45,5″E/35,894041 14,512647                                               | 00514               |         |
| Kaplica Madonny Karmelitańskiej                            | Lascaris War Rooms (tunel)                            | circa 35°53′40,4″N 14°30′47,4″E/35,894553 14,513161                                         | 00515               |         |
| Kościół Matki Bożej z Liesse                               | Telgħet Liesse                                        | 35°53′42,3″N 14°30′48,1″E/35,895095 14,513369                                               | 00516               |         |
| Płaskorzeźba Chrzest Chrystusa przez św. Jana Chrzciciela  | ponad schodami z Triq il-Lvant do Triq il-Batterija   | 35°53′45,9″N 14°30′48,3″E/35,896091 14,513412                                               | 00517               |         |
| Nisza Matki Boskiej Bolesnej                               | Triq Sant’Ursola (boczna ściana kościoła Ta'Ġieżu)    | 35°53′46,6″N 14°30′48,2″E/35,896289 14,513385                                               | 00518               |         |
| Nisza św. Antoniego                                        | Triq Sant’Ursola / Triq San Ġwann                     | 35°53′46,6″N 14°30′48,1″E/35,896283 14,513364                                               | 00519               |         |
| Kościół Najświętszej Maryi Panny Ta'Ġieżu                  | Triq San Ġwann                                        | 35°53′47,0″N 14°30′48,1″E/35,896388 14,513363                                               | 00520               |         |
| Statua św. Franciszka                                      | Triq Sant’Ursola / Triq Santa Luċija                  | 35°53′48,2″N 14°30′50,6″E/35,896721 14,514044                                               | 00521               |         |
| Statua św. Franciszka z Paoli                              | Triq Santa Luċija / Triq il-Lvant                     | 35°53′47,7″N 14°30′51,0″E/35,896592 14,514177                                               | 00522               |         |
| Kościół św. Łucji                                          | Triq il-Lvant                                         | 35°53′47,2″N 14°30′51,7″E/35,896437 14,514366                                               | 00523               |         |
| Nisza Matki Boskiej z Loreto                               | 222 Triq Sant’Ursola                                  | 35°53′49,3″N 14°30′52,7″E/35,897016 14,514640                                               | 00524               |         |
| Kaplica św. Urszuli                                        | Triq Sant’Ursola / Triq L-Arċisqof                    | 35°53′51,1″N 14°30′56,2″E/35,897541 14,515602                                               | 00525               |         |
| Nisza św. Michała Archanioła                               | 90 Triq Sant’Ursola / 153 Triq L-Arċisqof             | 35°53′51,8″N 14°30′56,2″E/35,897720 14,515611                                               | 00526               |         |
| Płaskorzeźba św. Pawła                                     | 196 Triq Sant’Ursola                                  | 35°53′52,4″N 14°30′57,6″E/35,897887 14,516008                                               | 00527               |         |
| Kościół św. Rocha                                          | 107 Triq Sant’Ursola                                  | 35°53′53,2″N 14°30′57,7″E/35,898101 14,516041                                               | 00528               |         |
| Nisza św. Rocha                                            | 112 Triq Sant’Ursola / 14 Triq San Kristofru          | 35°53′53,2″N 14°30′58,5″E/35,898124 14,516259                                               | 00529               |         |
| Nisza Matki Boskiej Bolesnej                               | Triq Sant’Ursola / 160 Triq San Duminku               | 35°53′54,4″N 14°31′00,9″E/35,898452 14,516928                                               | 00530               |         |
| Nisza Matki Bożej z Lourdes                                | Triq Sant’Ursola / Triq San Nikola                    | 35°53′55,5″N 14°31′02,8″E/35,898762 14,517457                                               | 00531               |         |
| Statua św. Pawła                                           | Triq San Nikola / Triq L-Ibjar                        | 35°53′54,5″N 14°31′03,8″E/35,898486 14,517716                                               | 00532               |         |
| Nisza św. Franciszka z Paoli                               | 144 Triq San Nikola / 151 Triq San Pawl               | 35°53′57,2″N 14°31′01,3″E/35,899220 14,517024                                               | 00533               |         |
| Nisza św. Dominika                                         | 89 Triq il-Merkanti / Triq San Duminku                | 35°53′57,2″N 14°30′57,9″E/35,899227 14,516094                                               | 00534               |         |
| Bazylika Matki Bożej Bezpiecznej Przystani i św. Dominika  | Triq il-Merkanti / Triq San Duminku                   | 35°53′58,4″N 14°30′57,9″E/35,899549 14,516081                                               | 00535               |         |
| Kościół św. Mikołaja                                       | Triq il-Merkanti / Triq San Nikola                    | 35°53′58,5″N 14°31′00,6″E/35,899592 14,516823                                               | 00536               |         |
| Nisza św. Dominika                                         | 53 Triq San Nikola                                    | 35°53′59,0″N 14°30′59,0″E/35,899725 14,516401                                               | 00537               |         |
| Nisza Matki Bożej Różańcowej                               | 57 Triq San Nikola                                    | 35°53′59,7″N 14°30′58,4″E/35,899918 14,516231                                               | 00538               |         |
| Kościół św. Marii Magdaleny                                | Triq il-Merkanti / Triq it-Tramuntana                 | 35°54′01,2″N 14°31′03,1″E/35,900329 14,517535                                               | 00539               |         |
| Kościół św. Anny                                           | Fort Saint Elmo (dziedziniec)                         | 35°54′06,8″N 14°31′08,7″E/35,901876 14,519090                                               | 00540               |         |
| Kaplica św. Anny                                           | Fort Saint Elmo (umocnienia)                          | 35°54′06,1″N 14°31′07,8″E/35,901695 14,518822                                               | 00541               |         |
| Nisza Matki Bożej Pompejańskiej                            | 11 Misraħ Sant’Iermu                                  | 35°54′03,7″N 14°31′04,0″E/35,901015 14,517765                                               | 00542               |         |
| Nisza Matki Bożej Różańcowej                               | Sqaq Toni Bajada                                      | 35°54′03,0″N 14°31′02,7″E/35,900841 14,517415                                               | 00543               |         |
| Nisza św. Józefa                                           | 54 Triq San Ġużepp / Triq L-Infermerija               | 35°54′03,3″N 14°30′57,6″E/35,900908 14,516013                                               | 00544               |         |
| Nisza św. Dominika                                         | 104 Triq ir-Repubblika / 74 Triq L-Infermerija        | 35°54′02,2″N 14°30′59,0″E/35,900616 14,516396                                               | 00545               |         |
| Kaplica Ofiarowania Matki Bożej                            | 225 Triq ir-Repubblika                                | 35°53′59,8″N 14°30′54,2″E/35,899951 14,515042                                               | 00546               |         |
| Kościół Chrystusa Odkupiciela                              | 146 Triq San Kristofru                                | 35°53′57,0″N 14°30′55,7″E/35,899153 14,515471                                               | 00547               |         |
| Nisza Matki Bożej Dusz Wszystkich                          | Triq il-Ġendus / Triq il-Ajkla                        | 35°54′03,5″N 14°30′50,5″E/35,900967 14,514026                                               | 00548               |         |
| Nisza Matki Bożej z Góry Karmel                            | Triq San Kristofru (u wylotu Triq iż-Żekka)           | 35°54′03,3″N 14°30′49,3″E/35,900908 14,513686                                               | 00549               |         |
| Nisza Matki Bożej Różańcowej                               | Triq San Karlu                                        | 35°54′04,0″N 14°30′49,9″E/35,901113 14,513862                                               | 00550               |         |
| Kościół Matki Bożej z Pilar                                | Triq il-Punent                                        | 35°54′04,5″N 14°30′46,4″E/35,901250 14,512888                                               | 00551               |         |
| Anglikańska prokatedra św. Pawła                           | Misraħ Indipendenza                                   | 35°54′02,7″N 14°30′43,2″E/35,900743 14,512002                                               | 00552               |         |
| Nisza Matki Bożej z Góry Karmel                            |                                                       |                                                                                             | 00553               |         |
| Statua św. Eliasza                                         | 55 Triq iż-Żekka / Triq it-Teatru L-Antiq             | 35°54′00,0″N 14°30′43,6″E/35,899998 14,512112                                               | 00554               |         |
| Nisza Matki Bożej z Góry Karmel                            | 56 Triq iż-Żekka / Triq it-Teatru L-Antiq             | 35°54′00,1″N 14°30′43,8″E/35,900016 14,512176                                               | 00555               |         |
| Bazylika Matki Bożej z Góry Karmel (Karmelitów)            | Triq it-Teatru l-Antik / Triq iż-Żekka                | 35°54′00,9″N 14°30′44,0″E/35,900242 14,512209                                               | 00556               |         |
| Nisza Matki Bożej z Góry Karmel                            | Triq il-Punent / Triq it-Teatru l-Antik               | 35°54′01,4″N 14°30′42,4″E/35,900397 14,511765                                               | 00557               |         |
| Nisza św. Józefa                                           | 127 Triq il-Punent / Triq it-Teatru l-Antik           | 35°54′01,3″N 14°30′42,7″E/35,900353 14,511861                                               | 00558               |         |
| Nisza Matki Bożej z Góry Karmel                            | Triq tal-Karmnu                                       | 35°53′59,4″N 14°30′42,4″E/35,899829 14,511788                                               | 00559               |         |
| Nisza Najświętszego Serca Jezusa                           | 48 Triq il-Fran / Triq Santa Luċija                   | 35°53′57,0″N 14°30′42,6″E/35,899177 14,511840                                               | 00560               |         |
| Statua św. Augustyna                                       | Triq il-Fran / Triq San Ġwann                         | 35°53′55,1″N 14°30′39,7″E/35,898651 14,511018                                               | 00561               |         |
| Kościół św. Augustyna                                      | Triq il-Fran / Triq San Ġwann                         | 35°53′55,3″N 14°30′39,0″E/35,898687 14,510844                                               | 00562               |         |
| Nisza Matki Bożej z Góry Karmel                            | 135 Triq iż-Żekka                                     | 35°53′56,4″N 14°30′38,5″E/35,899012 14,510683                                               | 00563               |         |
| Nisza św. Rity                                             | 1 Triq San Patrizju / Triq San Mark                   | 35°53′56,5″N 14°30′35,5″E/35,899025 14,509866                                               | 00564               |         |
| Nisza Niepokalanego Poczęcia                               | Triq Melita / Triq id-Dejqa                           | 35°53′51,7″N 14°30′37,9″E/35,897683 14,510528                                               | 00565               |         |
| Statua św. Franciszka z Asyżu                              | Triq Melita / Triq ir-Repubblika                      | 35°53′50,3″N 14°30′39,3″E/35,897315 14,510906                                               | 00566               |         |
| Kościół św. Franciszka z Asyżu                             | Triq ir-Repubblika / Triq Melita                      | 35°53′50,5″N 14°30′38,8″E/35,897356 14,510784                                               | 00567               |         |
| Kościół św. Barbary                                        | Triq ir-Repubblika                                    | 35°53′49,3″N 14°30′38,7″E/35,897018 14,510747                                               | 00568               |         |
| Kościół św. Katarzyny Aleksandryjskiej "języka" włoskiego  | Misraħ il-Vittoria / Triq il-Merkanti                 | 35°53′46,5″N 14°30′39,6″E/35,896260 14,511008                                               | 00569               |         |
| Kościół św. Jakuba                                         | Triq il-Merkanti / Triq Melita                        | 35°53′48,2″N 14°30′42,1″E/35,896718 14,511700                                               | 00570               |         |
| Nisza św. Pawła                                            | 181 Triq Melita                                       | 35°53′48,6″N 14°30′41,3″E/35,896837 14,511460                                               | 00571               |         |
| Nisza św. Piotra z Alkantary                               | Triq San Pawl / Triq San Ġwann                        | 35°53′47,6″N 14°30′46,7″E/35,896565 14,512977                                               | 00572               |         |
| Nisza św. Pawła                                            | 72 Triq San Pawl / Triq Santa Luċija                  | 35°53′49,7″N 14°30′49,4″E/35,897148 14,513733                                               | 00573               |         |
| Nisza św. Jana Chrzciciela                                 | 71 Triq San Pawl / Triq Santa Luċija                  | 35°53′49,6″N 14°30′49,2″E/35,897113 14,513671                                               | 00574               |         |
| Kościół św. Pawła Rozbitka                                 | Triq San Pawl                                         | 35°53′50,5″N 14°30′50,1″E/35,897374 14,513926                                               | 00575               |         |
| Nisza św. Franciszka Borgii                                | Triq il-Merkanti / Triq L-Arċisqof                    | 35°53′54,5″N 14°30′53,6″E/35,898461 14,514896                                               | 00576               |         |
| Kościół Jezuitów                                           | Triq il-Merkanti                                      | 35°53′54,6″N 14°30′54,6″E/35,898502 14,515167                                               | 00577               |         |
| Nisza św. Alojzego Gonzagi                                 | Triq San Pawl / Triq L-Arċisqof                       | 35°53′53,2″N 14°30′54,9″E/35,898111 14,515240                                               | 00578               |         |
| Statua Matki Bożej                                         | Triq L-Arċisqof (boczna ściana kościoła Jezuitów)     | 35°53′54,2″N 14°30′53,9″E/35,898382 14,514976                                               | 00579               |         |
| Statua św. Stanisława Kostki                               | Triq San Pawl / Triq San Kristofru                    | 35°53′54,7″N 14°30′57,2″E/35,898516 14,515877                                               | 00580               |         |
| Statua św. Franciszka Ksawerego                            | 79 Triq il-Merkanti / Triq San Kristofru              | 35°53′55,9″N 14°30′55,9″E/35,898863 14,515522                                               | 00581               |         |
| Statua św. Ignacego Loyoli                                 | Triq il-Merkanti                                      | 35°53′55,3″N 14°30′54,8″E/35,898682 14,515236                                               | 00582               |         |
| Zajazd Aragoński                                           | 59 Triq L-Arċisqof (Misraħ L-Indipendenza)            | 35°54′04,1″N 14°30′45,3″E/35,901135 14,512570                                               | 01125               |         |
| Banca Giuratale                                            | 196 Triq il-Merkanti                                  | 35°53′52,0″N 14°30′48,9″E/35,897771 14,513576                                               | 01126               |         |
| Zajazd Kastylijski                                         | Misraħ Kastilja                                       | 35°53′45,1″N 14°30′40,3″E/35,895852 14,511207                                               | 01127               |         |
| Zajazd Bawarski                                            | Triq San Bastjan                                      | 35°54′05,6″N 14°30′51,0″E/35,901565 14,514155                                               | 01128               |         |
| Zajazd Włoski                                              | 229 Triq il-Merkanti                                  | 35°53′47,3″N 14°30′41,0″E/35,896480 14,511389                                               | 01129               |         |
| Konkatedra św. Jana                                        | Misraħ San Ġwann                                      | 35°53′51,4″N 14°30′44,8″E/35,897612 14,512432                                               | 01130               |         |
| Palazzo Parisio                                            | Triq il-Merkanti                                      | 35°53′46,9″N 14°30′41,7″E/35,896368 14,511581                                               | 01131               |         |
| Castellania                                                | 11-19 Triq il-Merkanti                                | 35°53′46,9″N 14°30′41,7″E/35,896368 14,511581                                               | 01132               |         |
| Budynek Admiralicji                                        | 52 Triq in-Nofsinhar                                  | 35°53′53,8″N 14°30′32,7″E/35,898286 14,509090                                               | 01133               |         |
| Pałac Wielkiego Mistrza                                    | 247 Triq ir-Repubblika                                | 35°53′55,9″N 14°30′49,2″E/35,898868 14,513668                                               | 01134               |         |
| Zajazd Prowansalski                                        | Triq ir-Repubblika                                    | 35°53′51,3″N 14°30′40,2″E/35,897588 14,511163                                               | 01135               |         |
| Palazzo De La Salle                                        | 219 Triq ir-Repubblica                                | 35°54′01,0″N 14°30′56,2″E/35,900284 14,515620                                               | 01136               |         |
| Sacra Infermeria                                           | Triq it-Tramuntana / Triq il-Mediterran               | 35°53′58,7″N 14°31′04,9″E/35,899647 14,518022                                               | 01137               |         |
| Składy Barriera                                            | ix-Xatt il-Barriera                                   | 35°53′49,5″N 14°30′59,1″E/35,897071 14,516405                                               | 01138               |         |
| Stary Uniwersytet                                          | Triq San Pawl / Triq San Kristofru                    | 35°53′54,2″N 14°30′56,1″E/35,898392 14,515589                                               | 01139               |         |
| Teatr Manoel                                               | 110 Triq it-Teatru l-Antik                            | 35°53′59,5″N 14°30′44,6″E/35,899869 14,512380                                               | 01140               |         |
| Bibliotheca                                                | Misraħ ir-Repubblica                                  | 35°53′53,8″N 14°30′48,7″E/35,898291 14,513526                                               | 01141               |         |
| Main Guard                                                 | Misraħ San Ġorġ                                       | 35°53′57,7″N 14°30′48,2″E/35,899375 14,513400                                               | 01142               |         |
| Fontanna Trytona                                           | Putirjal                                              | 35°53′44,4″N 14°30′29,8″E/35,895654 14,508290                                               | 01143               |         |
| Pomnik Wielkiego Oblężenia                                 | Misraħ l-Assedju l-Kbir                               | 35°53′52,9″N 14°30′45,1″E/35,898019 14,512528                                               | 01144               |         |
| Palazzo Caraffa                                            | 95 Triq il-Fran / Triq San Kristofru                  | 35°54′01,7″N 14°30′50,0″E/35,900471 14,513879                                               | 01145               |         |
| Valletta                                                   | Valletta                                              | 35°53′56,4″N 14°30′45,7″E/35,899002 14,512693                                               | 1572                |         |
| Bastion św. Jana                                           | Triq il-Papa Piju V, Ogrody Hastings                  | 35°53′48,7″N 14°30′29,8″E/35,896862 14,508274                                               | 1573                |         |
| Nadszaniec św. Jana                                        | Triq il-Papa Piju V / Triq il-Kavallier ta’ San Ġwann | 35°53′50,2″N 14°30′31,5″E/35,897279 14,508756                                               | 1574                |         |
| Nadszaniec św. Jakuba                                      | Triq il-Papa Piju V / Misraħ Kastilja                 | 35°53′44,9″N 14°30′37,1″E/35,895805 14,510294                                               | 1575                |         |
| Kurtyna Porta Reale                                        | Putirjal                                              | 35°53′45,3″N 14°30′34,0″E/35,895907 14,509432                                               | 1576                |         |
| Bastion św. Jakuba                                         | Triq il-Papa Piju V                                   | 35°53′42,2″N 14°30′35,2″E/35,895069 14,509782                                               | 1577                |         |
| Kurtyna Kastylijska                                        | Misraħ Kastilja / Triq Ġirolamo Cassar                | 35°53′42,8″N 14°30′39,4″E/35,895228 14,510941                                               | 1578                |         |
| Bastion św.św. Piotra i Pawła                              | Upper Barrakka                                        | 35°53′41,4″N 14°30′43,5″E/35,894820 14,512081                                               | 1579                |         |
| Kurtyna św. Jana                                           | Triq il-Mitħna                                        | 35°53′53,1″N 14°30′28,5″E/35,898088 14,507920                                               | 1580                |         |
| Bastion św. Michała                                        | Triq il-Mitħna, Ogrody Hastings                       | 35°53′55,8″N 14°30′25,6″E/35,898823 14,507098                                               | 1581                |         |
| Bastion św. Andrzeja                                       | Triq l-Assedju l-Kbir                                 | 35°53′59,7″N 14°30′30,0″E/35,899920 14,508332                                               | 1582                |         |
| Była bateria poniżej bastionu Spencera                     | Triq Sant’Andrija                                     | 35°53′58,0″N 14°30′29,6″E/35,899434 14,508217                                               | 1583                |         |
| Kurtyna Manderaġġio                                        | Triq Marsamxett / Misraħ Mattia Preti                 | 35°52′53,7″N 14°24′04,2″E/35,881592 14,401172                                               | 1584                |         |
| Bastion św. Salwatora                                      | Triq Marsamxett                                       | 35°54′02,2″N 14°30′39,0″E/35,900603 14,510847                                               | 1585                |         |
| Kurtyna Niemiecka                                          | Triq Marsamxett                                       | 35°54′04,9″N 14°30′42,7″E/35,901354 14,511857                                               | 1586                |         |
| Kurtyna św. Sebastiana                                     | Triq Marsamxett                                       | 35°54′07,4″N 14°30′46,8″E/35,902045 14,513004                                               | 1587                |         |
| Kurtyna Angielska                                          | Triq San Bastjan                                      | 35°54′05,9″N 14°30′52,1″E/35,901642 14,514467                                               | 1588                |         |
| Kurtyna Francuska                                          | Misraħ Sant’Iermu / Triq l-Għajn                      | 35°54′05,5″N 14°30′58,0″E/35,901529 14,516103                                               | 1589                |         |
| Bastion św. Łazarza                                        | Triq il-Mediterran (u wylotu Triq it-Tramuntana)      | 35°54′00,3″N 14°31′07,7″E/35,900076 14,518817                                               | 1590                |         |
| Kurtyna św. Łazarza                                        | Triq il-Mediterran                                    | 35°53′56,5″N 14°31′05,7″E/35,899027 14,518249                                               | 1591                |         |
| Bastion św. Krzysztofa                                     | Lower Barrakka Gardens                                | 35°53′50,8″N 14°31′04,5″E/35,897441 14,517903                                               | 1592                |         |
| Kurtyna św. Łucji                                          | Triq il-Lvant                                         | 35°53′50,2″N 14°30′59,1″E/35,897272 14,516406                                               | 1593                |         |
| Bastion św. Barbary                                        | Is-Sur ta’Santa Barbara                               | 35°53′47,2″N 14°30′53,2″E/35,896452 14,514770                                               | 1594                |         |
| Kurtyna Mariny                                             | Triq il-Ġnien is-Sultan                               | 35°53′44,0″N 14°30′46,9″E/35,895543 14,513014                                               | 1595                |         |
| Bastion św. Grzegorza                                      | Carafa Enceinte, Lower Saint Elmo                     | 35°54′10,2″N 14°31′01,5″E/35,902825 14,517078                                               | 1596                |         |
| Kurtyna św. Grzegorza                                      | Carafa Enceinte, Lower Saint Elmo                     | 35°54′11,1″N 14°31′04,7″E/35,903085 14,517973                                               | 1597                |         |
| Bastion Niepokalanego Poczęcia                             | Carafa Enceinte, Lower Saint Elmo                     | 35°54′11,9″N 14°31′07,3″E/35,903305 14,518696                                               | 1598                |         |
| Kurtyna św. Scholastyki                                    | Carafa Enceinte, Lower Saint Elmo                     | 35°54′10,8″N 14°31′09,6″E/35,902988 14,519334                                               | 1599                |         |
| Bastion św. Jana                                           | Carafa Enceinte, Lower Saint Elmo                     | 35°54′09,9″N 14°31′12,0″E/35,902758 14,520005                                               | 1600                |         |
| Kurtyna św. Ubaldeski                                      | Carafa Enceinte, Lower Saint Elmo                     | 35°54′05,4″N 14°31′09,3″E/35,901490 14,519259                                               | 1601                |         |
| Przeciwstraż św. Michała                                   | Fosa główna / Triq l-Assedju l-Kbir                   | 35°53′54,6″N 14°30′22,9″E/35,898512 14,506368                                               | 1602                |         |
| Przeciwstraż św. Jana                                      | Foss ta’ San Ġwann                                    | 35°53′47,6″N 14°30′25,8″E/35,896565 14,507163                                               | 1603                |         |
| Przeciwstraż św. Jakuba                                    | Vjal Nelson / Triq Ġirolamo Cassar                    | 35°53′40,0″N 14°30′33,0″E/35,894431 14,509177                                               | 1604                |         |
| Przeciwstraż św.św. Piotra i Pawła                         | Ogrody Ganado, naprzeciw Barrakka Lift                | 35°53′38,8″N 14°30′41,7″E/35,894100 14,511593                                               | 1605                |         |
| Fosa główna                                                | od Triq l-Assedju l-Kbir do Xatt Lascaris             | 35°53′46,4″N 14°30′31,3″E/35,896215 14,508705                                               | 1606                |         |
| Fosa czołowa                                               | Foss ta’San Ġwann                                     | 35°53′46,2″N 14°30′25,9″E/35,896161 14,507204                                               | 1607                |         |
| Glacis wykuty w skale                                      | Foss ta’ San Ġwann                                    | 35°53′52,1″N 14°30′25,9″E/35,897793 14,507190 35°53′40,6″N 14°30′40,4″E/35,894603 14,511224 | 1608                |         |
| Covertway fosy głównej                                     | Fosa główna; Triq Ġirolamo Cassar                     | 35°53′52,4″N 14°30′26,8″E/35,897893 14,507450 35°53′40,9″N 14°30′40,4″E/35,894700 14,511218 | 1609                |         |
| Covertway fosy czołowej                                    | Fosa czołowa; Triq Ġirolamo Cassar                    | 35°53′50,9″N 14°30′23,7″E/35,897459 14,506589 35°53′38,7″N 14°30′36,2″E/35,894083 14,510045 | 1610                |         |
| Galerie komunikacyjne w przeciwskarpach                    | Fosa główna                                           | 35°53′51,8″N 14°30′27,1″E/35,897720 14,507517                                               | 1611                |         |
| Kleszcze św. Andrzeja                                      | Triq l-Assedju l-Kbir                                 | 35°53′57,5″N 14°30′26,0″E/35,899314 14,507228                                               | 1612                |         |
| Bastion Vendôme                                            | Triq l-Ixpruna                                        | 35°54′07,5″N 14°31′03,1″E/35,902095 14,517514                                               | 1613                |         |
| Bateria Lascaris                                           | ix-Xatt Lascaris                                      | 35°53′40,0″N 14°30′47,3″E/35,894437 14,513131                                               | 1614                |         |
| Faussebraye poniżej bastionu św. Andrzeja                  | Triq l-Assedju l-Kbir                                 | 35°54′01,6″N 14°30′30,3″E/35,900451 14,508420                                               | 1615                |         |
| Dolna bateria Grunenburgha                                 | ix-Xatt il-Barriera                                   | 35°53′50,2″N 14°31′05,9″E/35,897285 14,518304                                               | 1616                |         |
| Fort Saint Elmo                                            | Fort St. Elmo                                         | 35°54′07,3″N 14°31′08,0″E/35,902036 14,518877                                               | 1686                |         |
| Lewy półbastion – fort St. Elmo                            | Fort St. Elmo                                         | 35°54′05,2″N 14°31′07,4″E/35,901444 14,518722                                               | 1687                |         |
| Prawy półbastion – fort St. Elmo                           | Fort St. Elmo                                         | 35°54′05,9″N 14°31′05,3″E/35,901639 14,518152                                               | 1688                |         |
| Lewe ramię – fort St. Elmo                                 | Fort St. Elmo                                         | 35°54′07,0″N 14°31′09,1″E/35,901950 14,519185                                               | 1689                |         |
| Prawe ramię – fort St. Elmo                                | Fort St. Elmo                                         | 35°54′07,7″N 14°31′05,9″E/35,902148 14,518305                                               | 1690                |         |
| Lewe skrzydło – fort St. Elmo                              | Fort St. Elmo                                         | 35°54′08,0″N 14°31′09,4″E/35,902212 14,519264                                               | 1691                |         |
| Prawe skrzydło – fort St. Elmo                             | Fort St. Elmo                                         | 35°54′08,9″N 14°31′06,7″E/35,902475 14,518535                                               | 1692                |         |
| Nadszaniec – fort St. Elmo                                 | Fort St. Elmo                                         | 35°54′09,2″N 14°31′08,5″E/35,902551 14,519015                                               | 1693                |         |
| Piazza (plac defilad) – fort St. Elmo                      | Fort St. Elmo                                         | 35°54′07,1″N 14°31′07,7″E/35,901986 14,518815                                               | 1694                |         |
| Krótka kurtyna / przedmurze z bramą główną – fort St. Elmo | Fort St. Elmo                                         | 35°54′05,8″N 14°31′06,6″E/35,901609 14,518512                                               | 1695                |         |
| Porta del Soccorso – fort St. Elmo                         | Fort St. Elmo                                         | 35°54′06,0″N 14°31′08,2″E/35,901664 14,518953                                               | 1696                |         |
| Fosa od strony lądu – fort St. Elmo                        | Fort St. Elmo                                         | 35°54′05,0″N 14°31′04,9″E/35,901376 14,518027                                               | 1697                |         |
| Glacis z silosami zbożowymi – fort St. Elmo                | Fort St. Elmo                                         | 35°54′03,8″N 14°31′06,3″E/35,901065 14,518406                                               | 1698                |         |
| Strażnica – fort St. Elmo                                  | Fort St. Elmo                                         | 35°54′05,6″N 14°31′06,8″E/35,901554 14,518543                                               | 1699                |         |
| Brama główna z mostem od strony lądu – fort St. Elmo       | Fort St. Elmo                                         | 35°54′05,2″N 14°31′06,6″E/35,901456 14,518492                                               | 1700                |         |
| Mur graniczny wzdłuż przeciwskarpy – fort St. Elmo         | Fort St. Elmo                                         | 35°54′04,8″N 14°31′05,3″E/35,901327 14,518141                                               | 1701                |         |
| Budynki koszarowe – fort St. Elmo                          | Fort St. Elmo                                         | 35°54′07,0″N 14°31′06,3″E/35,901952 14,518425 35°54′07,8″N 14°31′07,9″E/35,902176 14,518860 | 1702                |         |